# Batnfjordsøra
Batnfjordsøra è un villaggio della Norvegia, situato nella municipalità di Gjemnes, nella contea di Møre og Romsdal.